# Phloeonemus interruptus
Phloeonemus interruptus är en skalbaggsart som beskrevs av Edmund Reitter 1877. Phloeonemus interruptus ingår i släktet Phloeonemus och familjen barkbaggar. Inga underarter finns listade i Catalogue of Life.